# Doedelzak

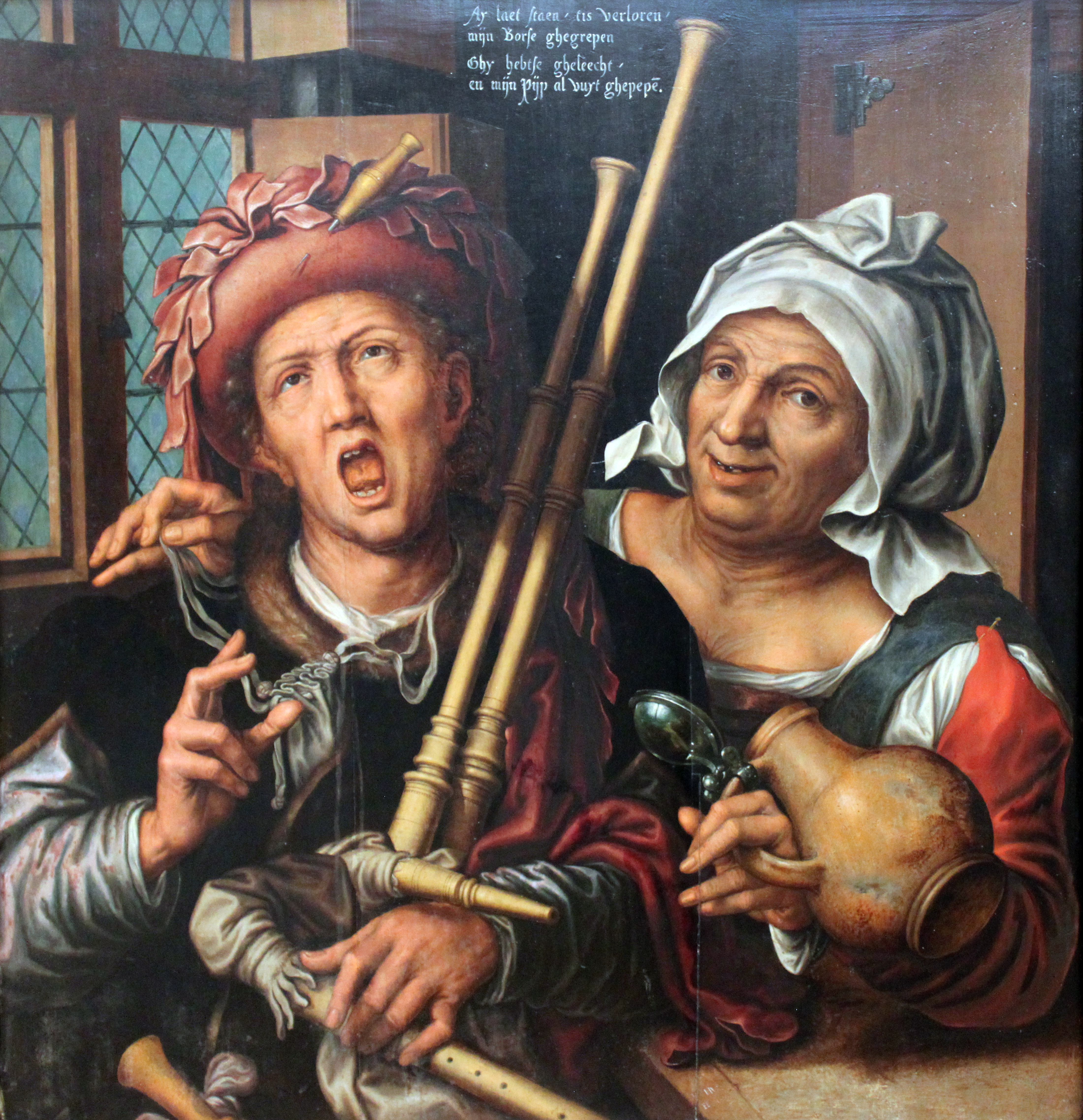
Le Joueur de cornemuse et la Vieille, Pieter Huys, 1571.

Le doedelzak ou pijpzak est le terme générique désignant la cornemuse aux Pays-Bas et en Flandre (Belge et Française). C'est aussi une cornemuse flamande à deux bourdons. Elle se retrouve notamment sur les tableaux de Pieter Brueghel l'Ancien.

## Facture
La perce du hautbois est aujourd'hui très proche sinon identique à celle des cornemuses du centre-france.
C'est lié en grande partie au fait que les instruments ont été redéveloppés à partir des années 60, en grande collaboration entre Rémi Dubois, en Belgique, et Bernard Blanc en France.
Cela dit, la cornemuse flamande porte ses deux bourdons côte à côte, vers l'avant, alors que la musette du centre porte le grand bourdon vers l'arrière, et le petit bourdon à côté du hautbois, vers le bas.
Les bourdons sont accordés à l'octave inférieure, et à l'unisson.

## Jeu
C'est un instrument diatonique, à doigté semi fermé. Sa tessiture va de la sous-tonique, à là 11e (la tierce à l'octave), soit, sur un instrument qui serait en Do (11 pouces ou 23 pouces) :
Sib, Do, Ré, Mi, Fa, Sol, La, Si, Do, Ré, Mi.
Il est également possible de jouer la 6e et la 7e mineures, et généralement, la tierce mineure et la quinte mineur. C'est-à-dire, sur le même instrument en Do :
Mib, Fa#, Sol#, La#, Sib.
Le doigté est rigoureusement identique à celui de la musette du centre.